# Споменик у Араповој долини у Лесковцу
Споменик у Араповој (Гавриној) долини у Лесковцу подигнут је у такозваној Араповој долини, на брду Хисар у Лесковцу, поред кога су два хоризонтално положена камена са следећим текстовима:
Овде су немачки фашисти стрељали 500 родољуба, међу којима 320 Рома 11 децембра 1941. године.
Прелети нас птицо и блистај у пламену. Ти си уснула сан у нашем камену.
Поред споменика је и девет хумки које су оплемењене зеленилом и свака од њих обележена са по четири камена величине 100х40х40 центиметара. Централни споменик је урађен од камених блокова различите величине поређаних у знаку строја људи, жена и деце. Стрељани су тако поређани, што је на каменим блоковима изражено издубљеним симболима.
Споменик је 11. децембра 1973. rодине открио Добривоје Аранђеловић, председник лесковачке општине. Том приликом је наступило културно-уметничхо друштно Рома из Ниша проrрамом „Огори ме, горо песмом својом, нек зора бисери именима нашим" у режији Гордане Томић Радојевић. У спомен стрељаног кларинетисте Шефкета Ибраимовића изведена је песма „Циганска је туга преголема", која је постала свајеврсна химна Рома. Аутор обележја је проф. Богдан Богдановић, архитекта из Београда, а текста Борислав Здравковић, професор Гимназије у Лесковцу.
На споменику је нетачан податак о стрељанима. Стрељано је 293 Рома, шест Јевреја и 11 Срба.

## Галерија
- Споменик у Араповој долини.
- Арапова долина.
- Арапова долина.
- Хоризонтални камен.
- Хоризонтални камен.
- Споменик у Араповој долини.
- Споменик у Араповој долини
- Споменик у Араповој долини